# Südfriedhof (Nürnberg)

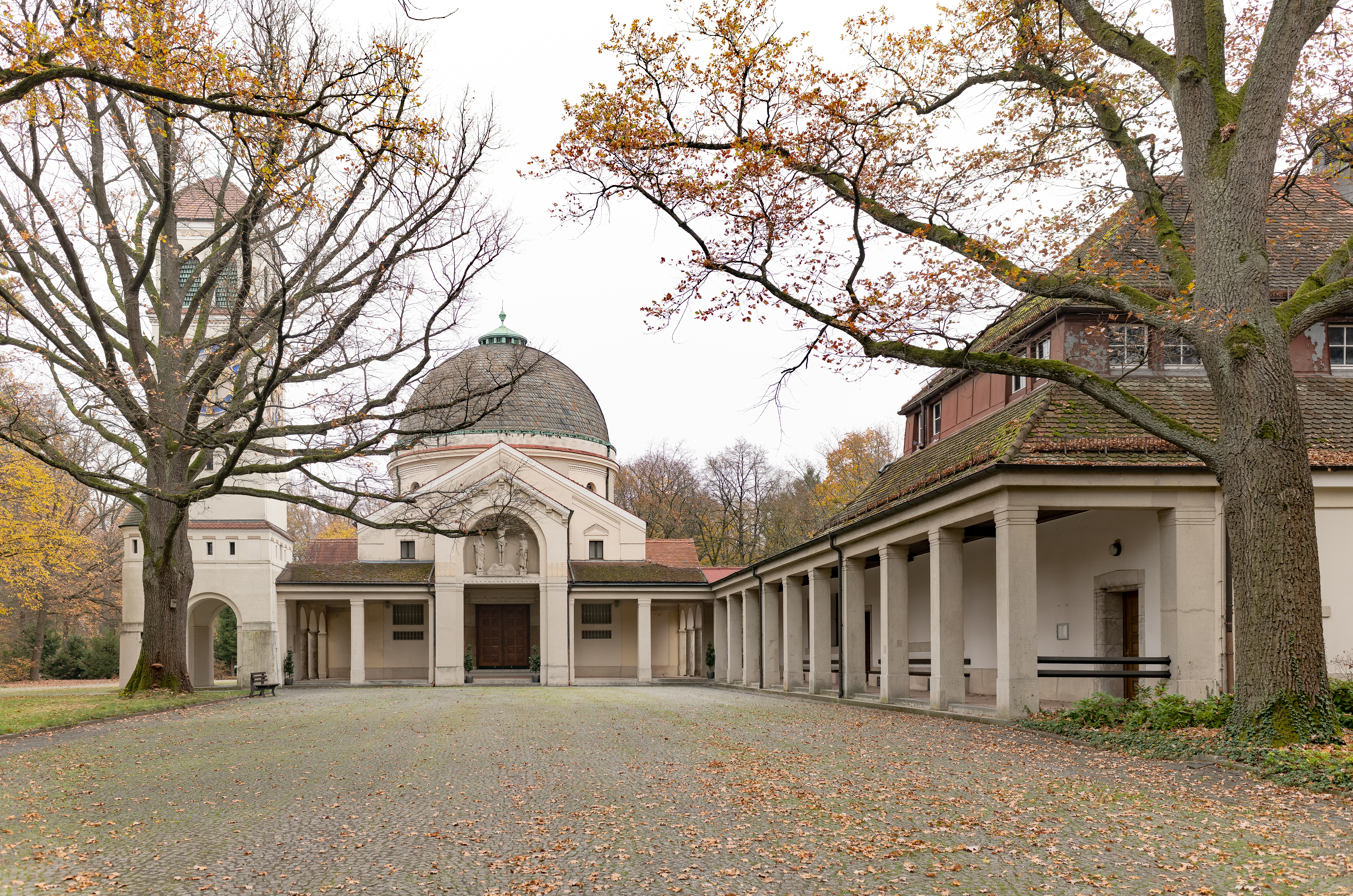
Aussegnungshalle und Glockenturm des Südfriedhofs

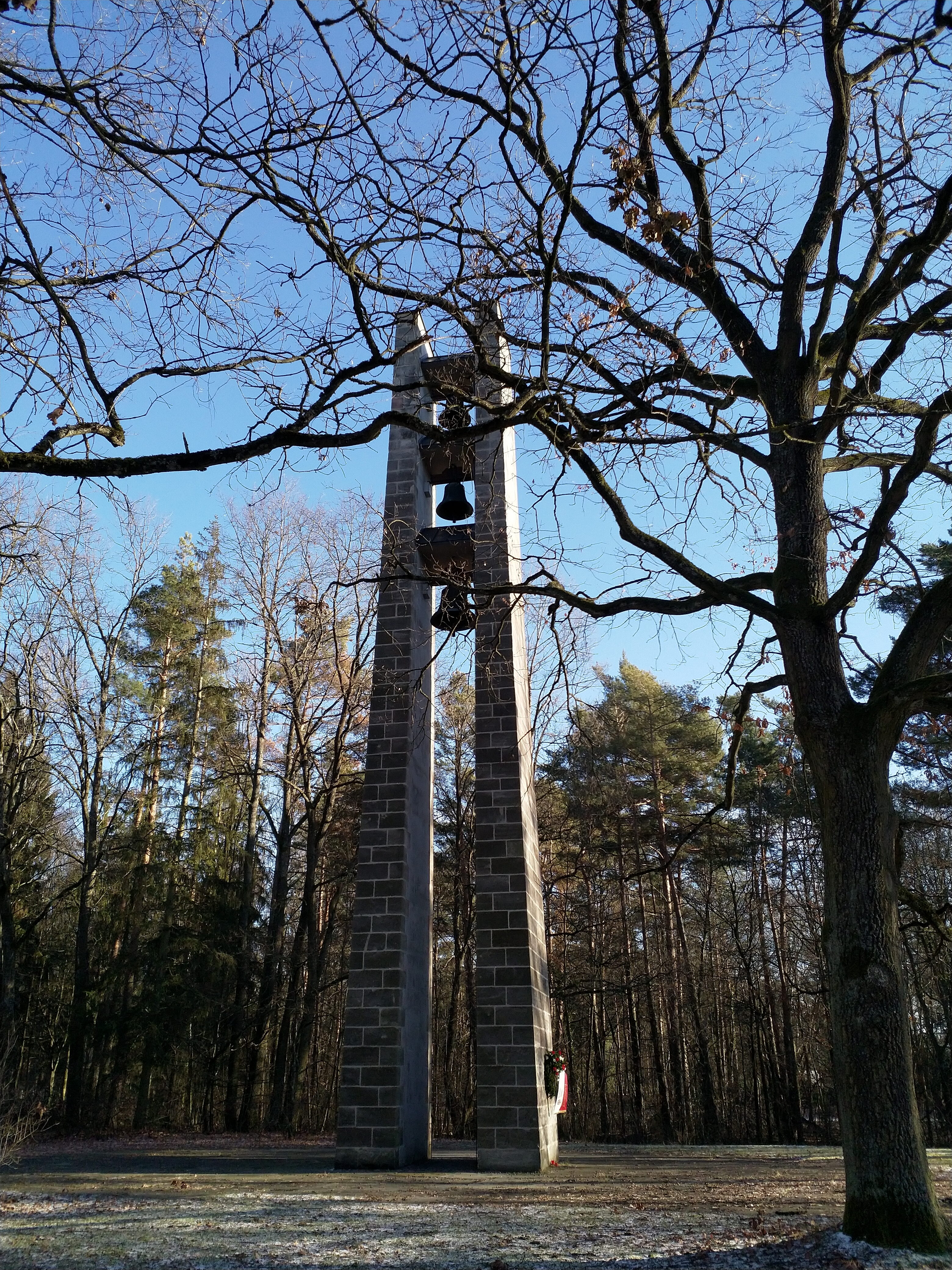
Glockenturm im Südteil des Friedhofs
Am Nordturm ist zu lesen:
AUFGERICHTET 1957–58
Am Südturm ist zu lesen:
ALS MAHNUNG UND ZUM GEDENKEN AN 6621 MÄNNER FRAUEN UND KINDER OPFER DES BOMBEN KRIEGES UND DER KÄMPFE IN DER HEIMAT IN DEN JAHREN 1941–1945

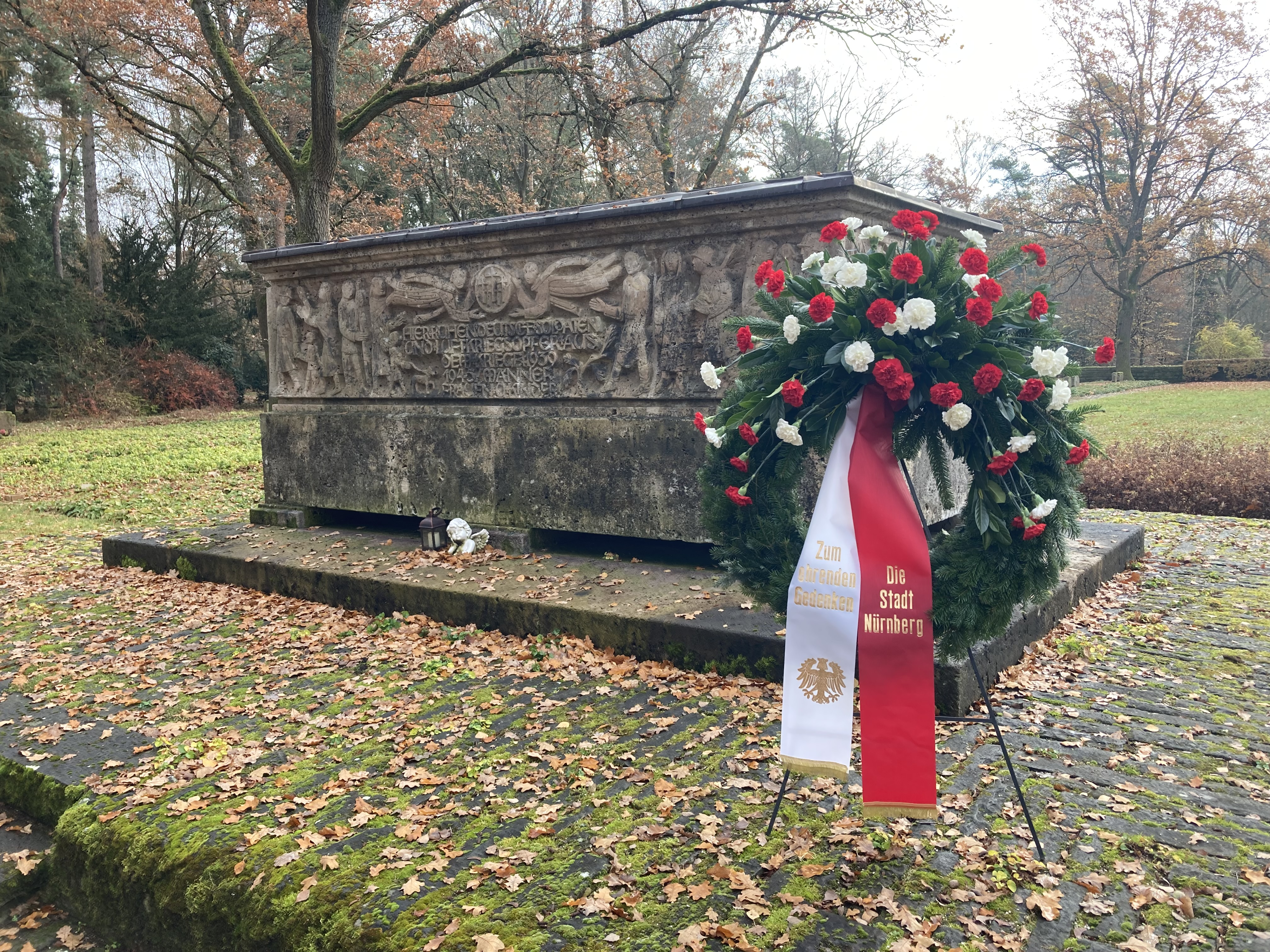
Ein mit Reliefs verzierter Sarkophag

Der Südfriedhof ist ein Friedhof in der Nürnberger Südstadt.

## Lage
Der Südfriedhof befindet sich in den Stadtteilen Gartenstadt und Falkenheim. Er erstreckt sich westlich der Julius-Loßmann-Straße und nördlich der Trierer Straße. Im Norden wird er durch den Rangierbahnhof begrenzt.

## Geschichte
1899 wurde die Schaffung eines zweiten Kommunalfriedhofs nach dem Westfriedhof angeregt. In einem Teil des 1905 nach Nürnberg eingemeindeten Waldgebiets wurde der Südfriedhof nach dem Vorbild des Münchener Waldfriedhofs angelegt. Er wurde am 1. September 1913 eröffnet. Deutlicher als am Westfriedhof, der enger belegt ist, wurde beim Südfriedhof der Parkcharakter gewahrt. Nach dem Ersten Weltkrieg wurde der Ehrenfriedhof eingegliedert. Der Südfriedhof wurde in der Folgezeit mehrfach erweitert und ist der größte Friedhof in Nürnberg.

Es gibt auf dem weitläufigen, parkähnlichen Gelände des Südfriedhofes insgesamt zehn Gräberfelder mit eigenen Gedenk- und Mahnmalen an die Opfer der beiden Weltkriege. Darunter befinden sich auch Sammel- und Massengräber mit bis zu 3500 gemeinsam Bestatteten.
Der Friedhof hat seit mehreren Jahren auch einen islamischen Teil, in dem u. a. alle Gräber nach Mekka ausgerichtet sind und steht auch ansonsten allen Ethnien und Weltbürgern zur letzten Ruhe offen.
Es bestehen in Nürnberg keine regionalen oder ethischen Verpflichtungen bspw. aus bestimmten Ortsteilen heraus den Süd-, West-, Johannis-, Rochus-, St. Peter- oder einen der anderen Friedhöfe zu bevorzugen oder zu meiden.
Im Südteil des Friedhofs, in der Nähe der Kriegsgräber und der Gräber derer, die bei dem verheerenden britischen Bombenangriff vom 2. Januar 1945 ums Leben kamen, befinden sich zwei Türme, die aus Sandsteinquadern (die von der zerstörten Synagoge Nürnbergs stammen sollen) nebeneinander errichtet wurden. Zwischen den beiden Türmen wurden drei Glocken an Holzjochen aufgehängt.
Jährlich wird am 2. Januar der Glockenturm auf dem Südfriedhof mit einem Stadtkranz geschmückt (stille Niederlegung). Am Ehrenfriedhof der Luftkriegsopfer am Südfriedhof werden die Flaggen auf Halbmast gesetzt und die Glocken des Mahnmals werden um 12 Uhr geläutet.
Am 12. Dezember 2019 durchbrach eine Frau um 04:30 Uhr morgens mit einem SUV das schmiedeeiserne Eingangstor und beschädigte bei einer Irrfahrt zahlreiche Gräber im islamischen Teil des Friedhofs.